# Metaphos
Metaphos is een geslacht van weekdieren uit de klasse van de Gastropoda (slakken).

## Soorten
- Metaphos articulatus (Hinds, 1844)
- Metaphos cocosensis (Dall, 1896)
- Metaphos dejanira (Dall, 1919)
- Metaphos gaudens (Hinds, 1844)
- Metaphos laevigatus (A. Adams, 1851)
- Metaphos minusculus (Dall, 1917)